# 山野美容芸術短期大学
山野美容芸術短期大学（やまのびようげいじゅつたんきだいがく、英語: Yamano College of Aesthetics）は、東京都八王子市鑓水530に本部を置く日本の私立大学。1934年創立、1992年大学設置。大学の略称は山野短大。

## 概観

### 大学全体
- 東京都八王子市に所在する日本の私立短期大学で、設置主体は[1]。
- 1992年に1学科体制で開学[2]。のちに学科の増設により、最大で3学科だったが、2011年度より1学科3専攻に改組。さらに2021年より1学科3コースに改組。

### 建学の精神（校訓・理念・学是）
- 『髪・顔・装い・精神美・健康美』からなる『美道』の追究、実践[3]。

### 教育および研究
- 山野学苑の創始者「山野愛子」が提唱した「美道」をベースに、自分らしく、「美しく生きる力」を身につけて、オリジナルの未来を実現する教育である。
- 「美道」をベースとして学び、選択したコースに軸を置きながら、将来像や興味にあわせて設置された「7つの学問領域」、社会を知り、ビジネススキルを学ぶ「共通ビジネス科目」、専門性を高め、資格取得を目指す「自由選択科目」を自由に組み合わせて学ぶのも本短大の特色である。

### 学風および特色
- 日本で初めて美容師養成の短期大学として開学[4]。
- 学校法人山野学苑が母体であり、同法人における美容教育の原則である「美道五大原則」が重要視されている。

## 沿革
- 1991年
  - 12月20日 左記を以て文部省[注 3]より短期大学の設置が認可される[3]。
- 1992年
  - 4月1日 山野美容芸術短期大学が以下の学科体制にて開学[注 4]。
    - 美容芸術学科 入学定員150名[注 5]

  - 5月1日 学生数[注 6]/定員
    - 美容芸術学科 198[注 7]/150
- 1993年
  - 5月1日 学生数[11]/定員
    - 美容芸術学科 392[注 8]/300
- 1996年
  - 4月1日 以下の学科を増設する[12]。
    - 美容保健学科 入学定員130名[注 9]

  - 5月1日 学生数[15]/定員
    - 美容芸術学科 394[注 10]/300
    - 美容保健学科 81[注釈 1]/130
- 1997年
  - 5月1日 学生数[16]/定員
    - 美容芸術学科 385[注釈 2]/300
    - 美容保健学科 245[注 11]/260
- 1999年
  - 4月1日 以下の学科を増設する[17]。
    - 美容福祉学科 入学定員80名[注 12]

  - 5月1日 学生数[21]/定員
    - 美容芸術学科 383[注釈 2]/300
    - 美容保健学科 326[注 13]/390
    - 美容福祉学科 38[注釈 1]/80
- 2004年
  - 4月1日
    - 以下、入学定員の増員あり[注 14]。
      - 美容芸術学科 150→160
      - 美容保健学科 130→160

    - 専攻科の設置が認められ、以下の課程を設ける[注 15]。
      - 芸術専攻 入学定員40名
      - 社会福祉専攻 入学定員20名
- 2010年
  - 4月1日 以下の学科については、この年度で学生募集を最終とする[注 16]。
    - 美容芸術学科[注釈 3]
    - 美容保健学科[注 17]
    - 美容福祉学科[注釈 3]
- 2011年
  - 4月1日 この年度の入学生より、以下の学科に改組され始める[注 18]。
    - 美容総合学科
      - 美容デザイン専攻 入学定員240名[注釈 4]
      - 総合エステティック専攻 入学定員40名[注釈 4]
      - 国際美容コミュニケーション専攻 入学定員100名[注釈 4]
- 2012年
  - 4月1日 美容総合学科に以下の専攻課程を増設[注 19]。
    - 現代美容福祉専攻 入学定員★名[注 20]。
- 2014年
  - 1月 平成26年度大学入試センター試験参加短期大学の1校となる[35]。
  - 4月1日
    - 美容総合学科の専攻課程において、以下減員あり。
      - 美容デザイン専攻 240→160
      - 国際美容コミュニケーション専攻 60→30

    - 以下の増設あり[注 21]。
      - 日本語別科 入学定員★名
- 2015年
  - 1月 平成27年度大学入試センター試験参加短期大学の1校となる[38]。
  - 3月31日 以下については、左記をもって正式に廃止となる[注 22]。
    - 専攻科社会福祉専攻

  - 4月1日 美容総合学科総合エステティック専攻をエステティック専攻に改称[注 23]。
- 2016年
  - 1月 平成28年度大学入試センター試験参加短期大学の1校となる[43]。
- 2018年
  - 4月1日 美容総合学科国際美容コミュニケーション専攻の入学定員を30→45に増員[注 24]。
- 2020年
  - 4月1日 以下の学科については、この年度で学生募集を最終とする[注 25]。
    - 美容総合学科
      - 美容デザイン専攻 入学定員240名[注釈 5]
      - 総合エステティック専攻 入学定員40名[注釈 5]
      - 国際美容コミュニケーション専攻 入学定員100名[注釈 5]

    - 日本語別科
- 2021年
  - 4月1日 美容総合学科に統合して、以下の3コースを設ける。　
    - 美容師免許取得コース
    - インナービューティーコース
    - ローバルキャリア・ビューティービジネスコース

## 基礎データ

### 所在地
- 東京都八王子市鑓水530

### 象徴
- カレッジマークは5つのハート型の花弁をモチーフとしたものとなっており、それらは美道の五大原則である「髪・顔・装い・精神美・健康美」を意味する。その中央部は「美」の文字があり、こちらは「美を追究する」という理念がこめられたものとなっている[注 26]

### 組織

#### 学科
- 美容総合学科 入学定員245名[1]

#### 旧学科
- 美容総合学科
  - 美容デザイン専攻 入学定員160名[注釈 6]
  - エステティック専攻 入学定員40名[注釈 6]
  - 国際美容コミュニケーション専攻 入学定員45名[注釈 6]
  - 現代美容福祉専攻 入学定員★名[注 27]

#### 学科
- 美容芸術学科 入学定員160名[注釈 7]
- 美容保健学科 入学定員160名[注釈 7]
- 美容福祉学科 入学定員80名[注釈 7]

#### 専攻科
- 芸術専攻 入学定員40名[1]
- 社会福祉専攻 入学定員20名[注 28]

#### 別科
- 日本語別科 入学定員★名[注 29]

#### 取得資格について
受験資格
- 美容師：美容師免許取得コース

教職課程
- かつて中学校教諭二種免許状の課程が設置されていた[注 30]。
- 美術：美容芸術学科にて設置されていた。
- 保健：美容保健学科にて設置されていた。
- かつて介護福祉士資格が取得できる課程が設置されていた[56]
- その他、詳細はホームページ等を参照にされたい。

#### 附属機関
- 図書館
- 「美道会館」：創始者である山野愛子の業績を讃えて、それを継承すべく2004年2月7日に設置された。

#### 研究
- 『山野研究紀要』[57]
- 『半導体レーザー光の生体照射による生体反応の基礎的研究』[58]
- 『美容福祉概論 : その知識と実践技術

改訂』
- 『美容福祉概論 : その知識と実践技術』[60]

## 学生生活

### イベント
- 芸術祭全国大会で、｢メイクアップ｣・｢ドレストヘア｣・｢カット｣・｢纏め髪｣などの部門で活躍している学生が多い。ほか、｢英語スピーチコンテスト｣においても好成績を収めている。

### 部活動・クラブ活動・サークル活動
- 空手・テニスなど体育系のクラブと、華道・茶道などの文化系クラブがある。

### スポーツ
- バスケットボール部が、第47回｢東京都私立短期大学体育大会｣において女子の部で準優勝、男子の部で第３位の成績を収めている。

### 学園祭
- 「学苑祭（山短祭）」と呼ばれ、経営母体となっている山野学苑の｢学苑｣に由来している。なかでも、美容ファッションショーが名物となっている。2006年度には、小栗旬が訪れている。

## 大学関係者と組織

### 大学関係者一覧
歴代学長
- 山野愛子:初代
- 山野正義:1995年7月～
- 山野愛子ジェーン:2013年4月～

客員教授
- 一番ヶ瀬康子
- ルー大柴

出身者
- ミラクルひかる

## 施設

### キャンパス
- 交通アクセス：JR横浜線八王子みなみ野駅よりスクールバス有り。
- 最寄りのバス停留所である「自然公園前」へは、JR中央本線八王子駅やJR横浜線・京王電鉄相模原線橋本駅からの便がある。

### 学生食堂
- 学内にある。

### 講堂
- 「山野愛子メモリアルホール」と題したホールがある。

## 対外関係

### 他大学との協定
- 首都圏西部大学単位互換協定会に加盟している。
- 海外の大学では、淑徳女子大学校・又松大学・金泉大学・啓明文化大学・建国科技大学などがある。

### 系列校
- 山野美容専門学校

## 卒業後の進路について

### 編入学・進学実績
- 東京藝術大学・西武文理大学・跡見学園女子大学・駒澤大学・女子美術大学・多摩美術大学・東京家政学院大学・武蔵野美術大学・同志社大学

## その他
- 美容保健学科の特別講義に早見優を招いた[61]。
- 『JJ』の読者モデルに学生が紹介された[62]。